# サイコ・ワールド
『サイコ・ワールド』（PHYCHO WORLD）は、1988年にヘルツから発売されたMSX2専用ソフトである。ジャンルはアクションゲーム。
ヘルツのMSX2参入ソフトとも言える。
また、1991年に『サイキック・ワールド』（PSYCHIC WORLD）という名称でゲームギアにリメイクされた。

## 概要
全8ステージ構成。ESPを使いこなし、次々と現れるモンスターを倒し、進んでいく。ステージ最後に現れるボスを倒せばステージクリアとなり、データセーブができる。ただし、ルシアのHPがなくなるとゲームオーバー。

## ストーリー
ルシアの妹セシルが研究中のモンスターに連れ去られてしまった。ルシアはナビック博士からESP増幅装置を受け取り、セシル救出に向かう。

## 登場人物
ルシア
本作の主人公。
セシル
ルシアの妹
ナビック
本作のラストボス。